# E-šport
E-šport (tudi elektronski šport, tekmovalno igričarstvo in profesionalno igričarstvo) je krovni izraz, ki se uporablja za opis tekmovanja v videoigrah med poklicnimi igralci. Igralci navadno pripadajo določenemu moštvu ali športni organizaciji, ki jih sponzorirajo različna podjetja. Med najpogostejše zvrsti videoiger, povezanih z e-športom, spadajo realno-časovne strategije (npr. StarCraft II), pretepaške igre (npr. Street Fighter IV), športne videoigre (npr. FIFA 17), prvoosebne strelske igre (npr. Counter-Strike: Global Offensive ali CS:GO) in večigralske bojne arene MOBA (npr. League of Legends ali LoL). E-šport vključuje individualno (StarCraft II) in ekipno (CS:GO) tekmovanje z nasprotnikom v skladu s posebnim sklopom pravil. Prevladujoči organizacijski model e-športa je osredotočen na tekmovanja, ki si jih lahko navijači ogledajo v živo ali pa preko živega prenosa na različnih spletnih medijih (npr. Twitch.tv), obenem pa profesionalni komentatorji poskrbijo za lažje sledenje igri.

## Razvoj e-športa

### Začetki
Tekmovalno igričarstvo obstaja skoraj tako dolgo kot videoigre same. Želje po primerjanju igričarskih sposobnosti so opazne že pri najzgodnejših arkadnih igrah. Začetki so nastopili v obliki prijateljskih izzivov kmalu pa so se začeli pojavljati organizirani turnirji. Leta 1980 je Atari gostil prvo igričarsko tekmovanje, ki je privabilo več kot deset tisoč udeležencev, in s tem postavil enega izmed temeljev za razvoj e-športa. Do konca osemdesetih so turnirji v arkadnih in konzolnih igrah postajali vse pogostejši z letno organiziranimi svetovnimi prvenstvi, ki so jih sponzorirala podjetja, kot sta Nintendo in Blockbuster.

### Vzpon računalniških iger
V devetdesetih letih prejšnjega stoletja je prišlo do hitrega porasta v priljubljenosti in igranju računalniških videoiger, s tem pa prva e-športna tekmovanja. 1997 organiziran turnir Rdečega uničenja (Red Annihilation tournament), kjer so se udeleženci pomerili v igri Quake, splošno velja za prvi pravi e-športni dogodek. Zmagovalec je prejel Ferrari, ki je prej pripadal Johnu Carmacku, vodilnemu razvijalcu igre Quake. Nekaj tednov po turnirju je prišlo do ustanovitve ene izmed prvih večjih igričarskih lig Cyberathlete Professional League (CPL), ki je pred iztekom leta organizirala svoj prvi turnir. Leto kasneje pa je na turnirju ponudila nagradni sklad v vrednosti 15.000 USD. Sprva so v svetu e-športa prevladovale prvoosebne strelske in arkadne igre. Leta 1998 pa je izšla realnočasovna strateška uspešnica StarCraft: Brood War, ki je postala ena izmed gonilnih sil e-športa, čeprav je višek priljubljenosti doživela šele po letu 2000.

### Razcvet e-športa
S prihodom novega tisočletja in vzponom priljubljenih turnirjev ter videoiger, ki danes tvorijo podstat fenomena, je e-šport začel dobivati svojo sedanjo obliko. Leto 2000 je predstavljalo začetek dveh večjih mednarodnih turnirjev: World Cyber Games in Electronic Sports World Cup, ki se vsako leto odvijata še danes. Skupaj so postavili okvir za vrsto prihajajočih večjih turnirjev, ki so opredelili svet e-športa. Major League Gaming (MLG), ustanovljen leta 2002, je trenutno največja in najuspešnejša e-športna liga, ki vključuje številne igre raznovrstnih žanrov od strelskih do večigralskih bojnih aren in ponuja bogate denarne nagrade. MLG je leta 2006 gostil tekmovanje v igri Halo 2, ki je bil prvi igričarski turnir, predvajan preko televizijskih ekranov. Danes MLG, tako kot večino ostalih e-športnih turnirjev, navdušenci gledajo predvsem preko spleta. Fenomen e-športa je tekom časa samo pridobival na priljubljenosti. Končnico svetovnega prvenstva v igri League of Legends 2016 je obiskalo 20 tisoč navijačev, preko spleta pa si je tekmo ogledalo dobrih 43 milijonov ljudi. Z vedno večjim številom gledalcev pa se veča tudi nagradni sklad e-športnih turnirjev. Mednarodni turnir leta 2016 v igri Defense of the Ancients 2 (DOTA 2) je tako ponujal do takrat največji nagradni sklad v zgodovini e-športa in sicer v vrednosti 20.770.460 USD.

## Klasifikacija kot šport
E-šport si z že ustaljenimi športnimi disciplinami deli značilnosti kot so: poklicni igralci, ekipe, uniforme, trenerji, menedžerji, lige, tekmovanja, sponzorske pogodbe, pristojbine za prenos igralcev, strokovni komentatorji in štipendije. Z njimi si deli tudi temno plat v obliki vnaprej dogovorjenih izidov tekem, dopinga in različnih sporov glede enakosti spolov. Kljub omenjenim podobnostim s tradicionalnimi športnimi prireditvami in tekmovanji, pa razprave o tem, ali je e-šport primerno obravnavati kot šport ali ne, še niso zaključene. Močna mnenja lahko zasledimo na obeh straneh, tako v športni industriji kot tudi med akademiki, kar kaže na polarizacijo fenomena. Mark Cuban, medijski magnat in lastnik NBA ekipe Dallas Mavericks, je dejal, da je e-šport »pravi šport in ljudje bodo to zelo hitro spoznali«. Nasprotno pa je John Skipper, predsednik medijske mreže ESPN, komentiral, da »e-šport ni šport temveč zgolj tekmovanje«. Medtem ko predhodno e-šport, kot predmet raziskovanja zaradi spornega značaja, novosti in predhodne marginalizacije kot nišne dejavnosti, ni prejel zadostne pozornosti, pa sedaj prihaja do razprav v obliki rednih akademskih konferenc in srečanj uredniških odborov. Za znanstvenike e-šport predstavlja novo raziskovalno področje, ki bi lahko pomembno vplivalo na to, kako definiramo šport. Suits je leta 2007 šport opredelil kot igro, ki izpolnjuje štiri kriterije: (a) potrebna je spretnost oz. veščina (v nasprotju s srečo), (b) spretnost je telesne narave, (c) množična priljubljenost in (d) stabilnost igre, katero predstavljajo inštitucije in ostale pomožne vloge (npr. trenerji, komentatorji, menedžerji). E-šport izpolnjuje vsa merila in sicer zahteva fizične spretnosti v obliki fine motorike in vidno-gibalne koordinacije, je priljubljen širom sveta in vključuje podporne organizacije.
Postopen premik k razumevanju e-športnega fenomena kot športa se dogaja na različnih področjih. Leta 2013 je kanadski profesionalni igričar Danny »Shipthur« Le postal prvi, ki je prejel ameriško vizo kategorije P-1, namenjeno mednarodno priznanim športnikom. V letu 2016 je francoska vlada v sklopu novih digitalnih reform začela delati na projektu, katerega namen je legalizacija in regulacija e-športa. Leta 2017 je Olimpijski svet Azije (OCA – Olympic Council of Asia) sprejel odločitev o vključitvi e-športa v uradni program Azijskih iger na Kitajskem leta 2022. Odločitev naj bi odražala hiter razvoj in priljubljenost e-športa kot nove oblike športnega udejstvovanja med mladimi.

## E-športna kariera

### Razvoj kariere
V Seojevi študiji leta 2016 so profesionalni igričarji kot glavne dejavnike, ki so jih pritegnili k tej poklicni poti, navedli osredotočenost na obvladovanje spretnosti, samoizpopolnjevanje in poštenost, pravičnost ter medsebojno spoštovanje preko spletnih oz. LAN turnirjev, formalnih inštitucij in norm v svetu e-športa. Skozi razvoj e-športne kariere pa so bili osredotočeni predvsem na občutek visokega samospoštovanja, dosežke in družbeno prepoznavnost. V raziskavi avtor prouči tudi proces, kako igralci e-športa razvijejo identiteto profesionalnega igričarja, katerega je razložil s pomočjo Campbellovega monomita. V prvem koraku (»klic k pustolovščini«) igralci videoigre sprva obravnavajo kot prostočasno dejavnost (igrajo za zabavo) in se počasi spoznavajo z igralsko skupnostjo, temu hitro sledi sprememba začetnega dojemanja in pridobivanje poznanstev v svetu e-športa. V drugi fazi (»pot preizkušenj«) začnejo osebno preobrazbo z namenom postati e-športnik. Igralci se osredotočijo na urjenje svojih veščin, poglobijo znanje o igri in njenih mehanizmih ter se začnejo pogosteje udejstvovati na področju e-športa. V končni fazi (»gospodar dveh svetov«) pridobijo identiteto profesionalnega igričarja in iščejo priložnosti, s katerimi potrdijo na novo nastalo identiteto in jo uskladijo z ostalimi pomembnimi vidiki njihovega vsakdanjega življenja.
Leta 2015 sta Kim in Thomas razvila model karierne poti profesionalnih igričarjev, v katerem sta se osredotočila na motivacijske vzorce in prilagajanje ciljev skozi družbeno-kulturno prizmo. Model vsebuje pet faz, v katerih prihaja do razlik v igralčevi motivaciji in uspešnosti. Na začetku (faza užitka) so profesionalni igralci še neizkušeni in soočeni z do takrat še nepoznanimi nalogami. Temu sledi urjenje veščin in izguba notranje motivacije, samo igranje videoigre pa jim ne predstavlja več zadovoljstva (faza konfliktov). Ko igralci kasneje postanejo bolj kompetentni, jim igranje znova začne predstavljati vir užitka (faza dosežkov). Večini igralcev ne uspe vzdrževati ustrezne ravni uspešnosti, da bi lahko ostali na stopnji dosežkov. Temu sledi izguba prej pridobljene slave in zadovoljstva ter vstop v fazo strmoglavljenja. V kolikor si igralec uspe opomoči, se lahko ponovno vrne k igranju na profesionalni ravni (faza obnovitve). Avtorja v modelu predvsem poudarjata motivacijo, ki je pri e-športnikih v nasprotju s prostočasnimi igralci predvsem zunanjega izvora, saj posamezniki igranje na višjih stopnjah tega modela štejejo za delo.

### Zaključek kariere
Stopnja izgorelosti med profesionalnimi igralci je zelo visoka. E-športniki svojo kariero začnejo pri svojih 14. oz. 15. letih in so po navedbah ustvarjalcev priljubljene igre League of Legends večinoma upokojeni do sredine dvajsetih. Razlogov je več. Profesionalno igranje je v prvi vrsti dobičkonosna dejavnost, a to le za res elitne igralce bolj priljubljenih videoiger. Kot glavni razlog se navaja predvsem upad hitrosti procesiranja informacij in reakcijskega časa. Mnogi igralci zgodaj prekinejo izobraževanje, da se lahko popolnoma posvetijo igranju na profesionalni ravni, kar lahko predstavlja problem, ko po kratki karieri ne najdejo novega dela znotraj industrije. Za nekdanje igralce obstaja, tako kot pri drugih športih, kar nekaj potencialnih poklicnih poti. Vrhunski igralci se lahko zaposlijo kot trenerji ali analitiki v profesionalnih moštvih. Nekateri igralci pomagajo pri organizaciji e-športnih dogodkov ali postanejo strokovni komentatorji. Za igralce, ki so si tekom kariere pridobili večje število navijačev, obstaja možnost postati »streamer« tj. igralec, ki svoje igranje v živo predvaja preko spletnih platform, kot sta Twitch ali YouTube. Streamer si lahko denar prisluži preko naročnin na njegov kanal, predvajanja vmesnih oglasov ali donacij oboževalcev. Poleg dobrega igranja mora streamer gledalce navadno tudi zabavati.

## E-športna psihologija
Z namenom doseči in vzdrževati visoko raven sposobnosti ter konkurenčnosti igralci vadijo povprečno 8 ur dnevno. Večina vrhunskih e-športnikov igra tudi od 12 do 14 ur dnevno. Da se lahko e-športniki osredotočijo le na urjenje svojih igralnih sposobnosti, se skupaj s trenerjem, menedžerjem, športnim psihologom in ostalim podpornim osebjem navadno vselijo v skupni objekt (»gaming house«). Tovrstno delovno okolje lahko vodi do neustreznih dinamik znotraj organizacije, nezadovoljstva, stresa in anksioznosti, kar posledično vpliva na sam uspeh ekipe. Dodaten vir stresa za igralce predstavlja tudi igranje tekem pred množico gledalcev (trema).
Upoštevajoč športno psihološke teorije in raziskave, so e-športni psihologi aplicirali že obstoječe metode za spopadanje s stresorji tudi na svet e-športa. Metode, kot so učenje stretegij postavljanja ciljev, vizualizacije in pozitivnega samogovora, so se že izkazale za učinkovite pri oblikovanju bolj produktivne miselne naravnanosti, ustreznega vedenja in zmanjšanju stresa igralcev. Učenje tovrstnih metod navadno vsebuje več stopenj, skozi katere te strategije e-športnik osvoji, v grobem pa jih lahko razdelimo na fazo učenja, pridobivanja in urjenja. V prvi fazi e-športni psiholog igralcem predstavi cilj in potencialne pozitivne izide določene metode. V tej fazi lahko svetovalec poda primere nekaterih profesionalnih e-športnikov, ki jim določene metode koristijo in razloži, kako bi lahko te spretnosti uporabili tudi sami. V fazi pridobitve svetovalec posamezniku pomaga pri učenju določene strategije. V zadnji fazi posameznik med vsakodnevnimi treningi utrjuje in preizkuša na novo pridobljeno spretnost predenj jo uporabi tudi v tekmovalnem okolju.

## Doping
Zavedanje o problematiki dopinga v svetu e-športa se je razširilo leta 2015, ko je Kory »Semphis« Friesen v intervjuju priznal, da je skupaj s soigralci ekipe Cloud9 na turnirju v igri Counter-Strike na Poljskem igral pod vplivom adderalla. Kot odgovor je ESL (Electronic Sports League) v sodelovanju s svetovno (WADA) in nemško (NADA) protidopinško agencijo sestavil seznam prepovedanih substanc in napovedal strožje ukrepe. Na seznam prepovedanih substanc so uvrstili amfetaminske soli (adderall), metilfenidat (ritalin), modafinil, armodafinil ipd. Navedene substance lahko profesionalnim igralcem ponudijo nekaj konkurenčne prednosti v obliki večje zbranosti in hitrejših reakcijskih časov.
Kljub začetnim ukrepom se svet elektronskih iger spoprijema z mnogimi težavami. Na številnih turnirjih protidopinška agencija ni prisotna, prav tako lahko igralci z zdravniškim receptom prepovedane substance vseeno uporabljajo, saj se nekatere od substanc predpisujejo za zdravljenje motenj aktivnosti in pozornosti (ADHD), zaspanosti itd. Kot problem se navaja tudi razdrobljenost turnirjev in manko krovne organizacije, ki bi lahko vzpostavila obsežnejše sankcije za kršitelje. Poleg tega so ukrepi ESL usmerjeni predvsem na testiranje prisotnosti substanc in ob tem zanemarjajo zaščitne mehanizme, ki bi zagotavljali poštenost in pravico do zasebnosti igralcev ter primernost ukrepanja pri mejnih primerih.

## Poškodbe in okvare
Poškodbe zaradi ponavljajočih se gibov so med e-športniki razmeroma pogost pojav, ki se kaže v mnogih oblikah. Med najpogostejše spada sindrom zapestnega prehoda, kjer gre za utesnjenost medianega živca, ki potuje skozi zapestni prehod. Glavni simptom je omrtvičenost palca, kazalca, sredinca ter radialne polovice prstanca. Sledi teniški komolec, kjer je zunanji del komolca otečen in pretirano občutljiv na dotik. Pogost pa je tudi sprožilni prst, kjer prihaja do zatikanja prstov pri poskusu upogiba. V izogib poškodbam skušajo mnoge e-športne organizacije v skladu z ergonomskimi principi prilagoditi interakcijo e-športnikov z računalniško opremo. Najpogostejše prilagoditve so:
- Pravilno sedenje za računalnikom; stol mora igralcem nuditi dobro ledveno oporo. Zaslon mora biti nameščen v višini oči ali malo nižje. Kot med trupom in stegnom naj bi znašal 90°, priporočena fleksija v kolenu in komolcu pa je prav tako 90°.

- Pogosti krajši odmori; priporočeni so krajši odmori vsakih 25-30 minut, ki naj trajajo 2-5 minut. Med odmorom se igralci skušajo pretegniti in osvežiti oči tako, da se s pogledom osredotočijo na nekaj v daljavi.

- Ergonomska računalniška oprema; igralci uporabljajo posebej zasnovane igralne miške in tipkovnice, ki izboljšajo spretnosti igralcev ter zmanjšajo njihovo obremenjenost.

## Seznam sklicev
1. ↑  Hamari, J. in Sjöblom, M. (2017). What is eSports and why do people watch it? Internet Research, 27(2), 211–232.
2. 1 2 3 4  Funk, D. C., Pizzo, A. D. in Baker, B. J. (2018). eSport management: Embracing eSport education and research opportunities. Sport Management Review, 21(1), 7–13.
3. 1 2 3  Edwards, T. (2013). Esports: A brief history. Pridobljeno s http://adanai.com/esports Arhivirano 2018-09-01 na Wayback Machine.
4. ↑  Welch, C. (2013). ‚League of Legends‘ gamer granted US visa recognizing him as professional athlete. Pridobljeno s https://www.theverge.com/2013/8/11/4611180/league-legends-gamer-gets-visa-recognizing-him-as-pro-athlete
5. ↑  O’Brien, C. (2016). French government announces plans to legalize and regulate esports industry. Pridobljeno s https://venturebeat.com/2016/05/03/french-government-announces-plans-to-legalize-and-regulate-esports-industry Arhivirano 2018-08-31 na Wayback Machine.
6. ↑  Hallmann, K. in Giel, T. (2018). eSports – Competitive sports or recreational activity? Sport Management Review, 21(1), 14–20.
7. 1 2  Bányai, F., Griffiths, M. D., Király, O. in Demetrovics, Z. (2018). The Psychology of Esports: A Systematic Literature Review. Journal of Gambling Studies.
8. 1 2  Winkie, L. (2015). Retired at 20: A pro gamer’s life after esports. Pridobljeno s https://kotaku.com/retired-at-20-a-pro-gamer-s-life-after-esports-1746907605
9. ↑  Thompson, J. J., Blair, M. R. in Henrey, A. J. (2014). Over the Hill at 24: Persistent Age-Related Cognitive-Motor Decline in Reaction Times in an Ecologically Valid Video Game Task Begins in Early Adulthood. PLoS ONE, 9(4), e94215.
10. 1 2 3 4  Collins, J. (2017). Psychological Skills Training Manual For eSports Athletes (Magistrska naloga). Bowling Green State University, Ohio.
11. ↑  Tani, S. (2018). Life after esports: What happens when pro gamers hang up the joystick?. Pridobljeno s https://asia.nikkei.com/Business/Business-Trends/Life-after-esports-What-happens-when-pro-gamers-hang-up-the-joystick
12. ↑  Gaming house: living area with a facility to practice.(2018). Pridobljeno s https://bequipe.com/gaming-house-esport
13. 1 2 3  McCambridge, E. (2017). Anti-doping efforts still in their infancy in esports. Pridobljeno s https://www.dw.com/en/anti-doping-efforts-still-in-their-infancy-in-esports/a-39783790
14. 1 2  Hup, M. (2018). Igre so resen ... šport. Pridobljeno s https://www.monitor.si/clanek/igre-so-resen-sport/184309/
15. 1 2  Stivers, C. (2017). The first competitive video gaming anti-doping policy and its deficiencies under European uninon law. International Law Journal, 18(2), 263–289
16. ↑  Maiberg, E. (2015). Achilles' wrists: Meet the doctor who is saving esports careers. Pridobljeno s https://motherboard.vice.com/en_us/article/ypw7pm/achilles-wrists-meet-the-doctor-who-is-saving-esports-careers Arhivirano 2018-09-01 na Wayback Machine.
17. ↑  Maas, F. (2016). Esports ergonomics with Frank Maas of TheSandbox. Pridobljeno s http://www.teamliquid.net/forum/general/504102-esports-ergonomics-tutorial